# Miguel Pacheco
Pour les articles homonymes, voir Miguel Pacheco (homonymie).
Pacheco  Font est un nom espagnol. Le premier nom de famille, en général paternel, est Pacheco ; le second, en général maternel, souvent omis, est Font.
Miguel Pacheco (né le 5 septembre 1931 à Sabadell et mort le 17 février 2018 à Barcelone) est un coureur cycliste espagnol. Professionnel de 1955 à 1966, il a remporté le Tour d'Andalousie en 1959. Il a également terminé troisième du Tour d'Espagne en 1960 et 1963.

## Palmarès
- 1955
  - 5e étape du Tour de Catalogne
- 1956
  - 8e étape du Tour des Asturies
  - 3e du Tour des Pyrénées
- 1958
  - 1re étape du Tour d'Espagne
  - 2e étape du Tour du Sud-Ouest de l'Espagne
  - 3e du Tour du Sud-Ouest de l'Espagne
- 1959
  - Tour d'Andalousie
  - 1rea étape du Tour du Levant (contre-la-montre par équipes)
  - Campeonato Vasco-Navarro de Montaña
  - 3e du GP Pascuas
  - 3e du Trofeo Masferrer
- 1960
  - 1re étape du Tour d'Espagne (contre-la-montre par équipes)
  - 3e du Tour d'Espagne
- 1961
  -  Champion d'Espagne des régions
  - 1re étape du Tour du Portugal (contre-la-montre par équipes)
- 1962
  - 3eb étape du Tour de Catalogne
  - Trofeo Jesús Galdeano
  - 4e du Tour d'Espagne
- 1963
  - 12eb étape du Tour d'Espagne (contre-la-montre)
  - 2e du championnat d'Espagne sur route
  - 3e du Tour d'Espagne
- 1965
  - Porto-Lisbonne

## Résultats sur les grands tours

### Tour de France
5 participations
- 1958 : abandon (4e étape)
- 1960 : 69e
- 1961 : abandon (2e étape)
- 1963 : 17e
- 1964 : abandon (14e étape)

### Tour d'Espagne
10 participations
- 1956 : abandon (14e étape)
- 1957 : abandon (12e étape)
- 1958 : 20e, vainqueur de la 1re étape,  maillot amarillo pendant un jour
- 1959 : abandon (14e étape)
- 1960 : 3e, vainqueur de la 1re étape (contre-la-montre par équipes)
- 1961 : 12e
- 1962 : 4e
- 1963 : 3e, vainqueur de la 12eb étape (contre-la-montre)
- 1964 : non-partant (5e étape)
- 1966 : abandon (4e étape)